# Neckar-Odenwald-Kreis
Neckar-Odenwald-Kreis is een Landkreis in de Duitse deelstaat Baden-Württemberg. Op 31 december 2020 telde de Landkreis 143.797 inwoners op een oppervlakte van 1.126,29 km². Kreisstadt is de stad Mosbach.

## Steden en gemeenten
Steden
1. Adelsheim
2. Buchen (Odenwald)
3. Mosbach
4. Osterburken
5. Ravenstein
6. Walldürn

Overige gemeenten
1. Aglasterhausen
2. Billigheim
3. Binau
4. Elztal
5. Fahrenbach
6. Hardheim
7. Haßmersheim
8. Höpfingen
9. Hüffenhardt
10. Limbach
11. Mudau
12. Neckargerach
13. Neckarzimmern
14. Neunkirchen
15. Obrigheim
16. Rosenberg
17. Schefflenz
18. Schwarzach
19. Seckach
20. Waldbrunn
21. Zwingenberg

Alb-Donau-Kreis · Baden-Baden · Biberach · Bodenseekreis · Böblingen · Breisgau-Hochschwarzwald · Calw · Emmendingen · Enzkreis · Esslingen · Freiburg im Breisgau · Freudenstadt · Göppingen · Heidelberg · Heidenheim · Heilbronn (stad) · Landkreis Heilbronn · Hohenlohe · Karlsruhe (stad) · Landkreis Karlsruhe · Konstanz · Lörrach · Ludwigsburg · Main-Tauber-Kreis  · Mannheim · Neckar-Odenwald-Kreis · Ortenaukreis · Ostalbkreis · Pforzheim · Rastatt · Ravensburg · Rems-Murr-Kreis · Reutlingen · Rhein-Neckar-Kreis · Rottweil · Schwäbisch Hall · Schwarzwald-Baar-Kreis · Sigmaringen · Stuttgart · Tübingen · Tuttlingen · Ulm · Waldshut · Zollernalbkreis
Adelsheim ·
Aglasterhausen ·
Billigheim ·
Binau ·
Buchen ·
Elztal ·
Fahrenbach ·
Hardheim ·
Haßmersheim ·
Höpfingen ·
Hüffenhardt ·
Limbach ·
Mosbach ·
Mudau ·
Neckargerach ·
Neckarzimmern ·
Neunkirchen ·
Obrigheim ·
Osterburken ·
Ravenstein ·
Rosenberg ·
Schefflenz ·
Schwarzach ·
Seckach ·
Waldbrunn ·
Walldürn ·
Zwingenberg